# 澳門戶外表演區
澳門戶外表演區（葡萄牙語：Local de Espectáculos ao Ar Livre de Macau）是澳門的大型活動臨時場地，由澳門特別行政區政府文化局管理，場地位於路氹城機場大馬路與網球路交界地段，佔地面積94,000平方米，預計容納觀眾約為五萬人，澳門特別行政區政府於2024年8月起展開平整工程；建造工程於2024年11月中下旬完工，於2024年12月7日正式投入試營運，首場試營運預熱音樂會於2024年12月28日舉辦。

## 背景
2023年11月14日，行政長官賀一誠發表其任內最後一份《施政報告》，提出推動體育、文化、旅遊等聯動發展，建設演藝之都、體育之城，作為其中兩個發展方向；賀一誠表示自2023年起在澳門本地舉辦的各類型大型演藝節目，無論是數量或質量均居鄰近地區之冠。澳門表演場館的座位、音響、光影設施都達到國際標準，來過澳門觀看表演的觀衆都有很好的體驗和評價，“演藝之都”正由國家有關部門在作評估，有信心獲得通過。
2024年1月20日-21日，俗稱氹仔運動場的澳門氹仔奧林匹克體育中心-運動場舉行韓國男子音樂組合《SEVENTEEN TOUR 'FOLLOW' TO ASIA》演唱會，在前期相關工作、綵排、演出進行及散場期間的交通安排引起不同的混亂，場地所引發的噪音導致周邊居民的日常生活造成嚴重影響和滋擾，以及影響周邊學校正常上課，其主要原因澳門本地大型場地包括其他休閒娛樂企業的場地同時舉辦其他演唱會活動，導致主辦單位只能局限於奧林匹克體育中心-運動場舉行。更對於澳門打造“演藝之都”造成障礙，事後澳門特區政府社會文化司宣佈成立政府跨部門小組總結相關經驗和汲取該次演唱會有關爭議的教訓，檢討各方面優化措施，以平衡中小企及周邊居民的利益，並做好各方面應對安排、規劃，使類似的大型演藝活動能夠安全和有序地順利舉行。
2024年2月27日，社會文化司司長歐陽瑜出席一個公開活動受訪時態度和立場軟化，指檢視過往經驗，在奧林匹克體育中心-運動場舉辦演唱會有其局限性，一些很大型的演唱會、以及一些好像很低頻、不是太柔和的歌，真的不適合在該處進行演出，另計劃尋找一塊可容納二萬人至五萬人的戶外場地供大型演唱會活動舉辦。
2024年4月16日，行政長官賀一誠出席澳門立法會全體會議回應議員提問，就議員非常關注當局物色大型戶外表演場地及有關的配套、賽馬會用地可否用作支持有關發展。特首賀一誠回應指，先前在2023年在澳門旅遊塔對開的臨時停車場舉行可容納二萬人的大型演唱會，但對社區沒有太大的幫助，對經濟也沒有大影響；但2024年1月舉行的韓國男團演唱會因太近民居，為社區帶來影響，政府也因造成市民不便而作出道歉，並保證不會再舉辦同樣活動；亦指出澳門有決心堅持繼續打造「演藝之都」建設，繼香港啟德體育園可容納五萬人開演唱會，澳門特區政府正在研究利用閒置土地是否可行，冀在氹仔尋找一個能容納五萬人的臨時場地。

## 選址擬定

### 氹仔馬場
2024年1月，澳門賽馬會簽署文件由4月1日起結束賽馬專營權，並自該日起終止賽馬活動。由於正值韓國男子音樂組合Seventeen於奧林匹克體育中心-運動場舉行為期兩天的演唱會後，社會人士均建議利用日後停止運作的氹仔馬場土地，有建議指充分利用原有馬場現有的看台等設施，作為舉辦大型露天演唱會的場地。由於這裡雖然也靠近民居，但當地居民已經數十年如一日地習慣了馬會開賽時的喧嘩，因而可能不會發生2024年1月的同樣爭議事件所產生的「後遺症」，反而可以帶旺附近中小型商號的生意。
2024年1月22日，社會文化司司長歐陽瑜研究將日後停用賽馬用途的氹仔馬場舉行大型演唱會，將綜合中小企和社會反應，作出平衡考量，吸取大家意見，看是否需要將演唱會人流引入社區，或是到別的地點。現未有定論。將再根據意見制定政策方向以實施，檢討後再決定。
2024年2月27日，社會文化司司長歐陽瑜首次提及將尋找一個土地用作容納五萬人的演唱會場地，但未提及氹仔馬場；另表示氹仔運動場存在一定的局限性，不適合舉辦低頻、非柔和類音樂的大型演唱會。對於氹仔馬場土地規劃用途方面，行政長官賀一誠於2024年4月16日出席澳門立法會舉行的行政長官答問會回應議員提問時表示，擬打造建成多功能性的文體等多功能場地，但未大有提及可舉辦演唱會活動，又提及不會興建賭場或住宅。
按地理位置而言，氹仔馬場所在的位置與氹仔運動場同樣是靠近民居，氹仔馬場的土地騰出能夠解決文化及康體設施不足的問題，但受制於澳門地小人多，場地離民居（如南新花園等）較近，不太適合舉辦低頻、帶強勁燈光音效之活動，因此不宜改建成為大型戶外演出場地。

### 新城B區
位於澳門半島鄰近嘉樂庇總督大橋西側的新城B區臨時巴士車場，於2023年7月曾用作《2023 TMEA 騰訊音樂娛樂盛典》分會場。
2024年1月20日至21日，韓國男子組合Seventeen演唱會所引發不少社會爭議，社會人士另建議將該地段可用作大型演唱會活動用地其中之一。
2024年2月27日，社會文化司司長歐陽瑜回應傳媒時表示，澳門需要設立一個戶外和大型的表演場地，用作臨時舉辦可容納二至五萬人的演唱會，強調毋須建大型的正式場館；雖然位於新城B區的臨時巴士停車場空地曾舉辦大型演唱會活動，但當時對推動社區效益不算太大。
2024年3月下旬和4月下旬，社會文化司司長歐陽瑜在出席澳門立法會全體會議及被傳媒受訪時表示，澳門特別行政區政府與銀河娛樂集團曾合作在旅游塔新城填海地（新城B區），於2023年7月上旬舉行了近兩萬人的演唱會，此後該地段亦被政府列為演唱會臨時用地和選址之一，未來有機會再舉行有關活動將可容納2萬至3萬觀眾。

### 路氹城機場大馬路與網球路交界地段（正式選址）
2024年4月23日，社會文化司司長歐陽瑜表示，澳門特別行政區政府初步考慮在澳門東亞運動會體育館和綜合度假村（上葡京至澳門葡京人附近一帶）一帶物色合適土地，而且需待平整土地後作使用測試，倘有最終決定會儘快對外公佈，並爭取該場地能於2025年首季舉行演唱會。
2024年6月13日，據澳廣視澳門電台葡文頻道引述消息人士報道指，位於路氹城澳門葡京人旁、網球路及機場大馬路的土地作為大型戶外演出臨時場地，容納人數最高為五萬人，報道指有關土地已於數星期前清空以作準備。
2024年6月14日，社會文化司司長辦公室向澳廣視回覆相關報道指表示，當局仍在物色大型戶外演唱會場地，並評估中，如有詳情將適時公布，但未有承認或否認是否定址該土地用作大型戶外演唱會場地。
2024年6月17日，澳門行政長官賀一誠在「機遇澳門」主題採訪活動中透露，疫後澳門演藝發展良好，不少國際藝人都很喜歡到澳門演出，目前政府已找到新的室外場地，有關場地不會對居民造成影響，且在五星級酒店包圍之中，至少能容納五萬人，最多八萬人，並希望2024下半年完成，2025年投入使用，又稱室外場地的具體選址將會在近日公布。

## 歷史

### 選址正式落實
2024年6月17日，澳門特別行政區政府宣佈落實在路氹城澳門葡京人一幅閒置土地用作五萬人演唱會場地，並命名為澳門戶外表演區，預計容納觀眾人數約為五萬人；澳門特區政府跨部門亦為表演區進行方案設計及工程招標的準備工作，預計在2025年投入使用。
2024年6月18日，社會文化司司長歐陽瑜受訪時表示，選址方面遠離民居，在人群疏散、食、住及交通等方面都相對方便和有效，按計劃於2025年1或2月舉行首場表演，並爭取年底底舉行試營運的綵排，測試方面包括人流管制、交通安排、保安管理等；工程方面會平整土地，以及設置適量座位和洗手間，其餘包括舞台搭建等方面將由主辦方自行設置；場地申請方面，將通過政府跨部門大型演出活動協調小組的審批。

### 建造工程
2024年7月，公共建設局以詢價方式為該工程進行招標，有六間公司獲邀，並全都入標及進行開標，造價則介乎8,478萬至1.13億澳門元。入標公司分別為德發建業工程有限公司、長江建築有限公司、成龍工程有限公司、建鵬建築工程有限公司、得寶國際有限公司以及新基業工程有限公司。總施工期全部為107天：項目平整工程以及平整工程（2）的判給結果，而該兩項服務判給均以詢價方式招標，費用分別為196萬元及87萬5,000元。另外，澳門戶外表演區建造工程的編制計劃則以228萬元判給。
2024年7月17日，公共建設局公布該詢價招標的工程判給結果，由成龍工程有限公司中標，其索價為8,478萬元，總施工期為107個工作天；工程進度顯示“進行中”，初時沒有公佈開工日期及合約竣工日。經更新後戶外表演區建造工程於2024年8月獲委托動工，合同竣工日期為2024年11月。
2024年11月19日，公共建設局在官網更新，位於路氹城的澳門戶外表演區建造工程已完工，局方已從承建商成龍工程公司手上臨時接收項目；行政長官賀一誠表示首場測試表演預計於2024年12月28日舉行。

### 籌備工作
2024年8月8日，社會文化司司長歐陽瑜表示，在演唱會表演者邀請上，由於正值當選為該年的“東亞文化之都”，故期望邀請到分別來自中國大陸、香港、日本及韓國等地的表演者參與，由於正在聯絡、協調，故暫未能確定具體名單。
2024年8月22日，澳門文化局局長梁惠敏表示，戶外表演區場地及硬件工程預計2024年11月內場地硬件和場地工程完工，但仍有部分設備需要準備，整體上預計2024年底至2025年初舉辦首場活動，有關活動將由澳門特別行政區政府籌劃，適逢澳門特別行政區成立二十五周年紀念，亦為場地啟用作預熱並為場地進行測試。同年9月30日，澳門文化局局長梁惠敏透露政府正制訂戶外表演區計劃的租借場地規劃，籌劃的首場演出活動正按序向前推進，目標冀在2024年底至2025年初推出。同年10月下旬，澳門文化局局長梁惠敏補充指，正籌備場地租借和使用規章，會適時對外公佈，至於試營運演唱會活動亦在籌備中。
2024年11月19日，行政長官賀一誠發表任內最後施政總結後出席記者會時透露，戶外表演區首場試營運演出於2024年12月28日舉辦。
2024年12月5日，文化發展諮詢委員會召開2024年度第五次平常全體會議，戶外表演區將由文化局負責進行為期一年試營運，場地預留充足的空間讓主辦單位依據演出的規模及設計，靈活設置不同形狀、功能及效果的舞台。首場試營運演出擬在2024年12月28日舉行，由香港一間電視台承辦，包括有來自港澳、中國大陸、亞洲地區的歌手和組合，陣容應該具一定規模，稍後會公布詳情，入場觀眾人數和票價方面待定，將提供澳門居民票價優惠，場地規則使用指引仍作訂定。

### 試營運階段
2024年12月7日，澳門特別行政區政府舉行試營運儀式，行政長官賀一誠、運輸工務司及社會文化司相關主要官員出席主禮，“澳門戶外表演區預熱音樂會”將於同年12月28日19時舉行，邀請到多名香港歌手及藝人包括張敬軒、張智霖、周柏豪、衛蘭等，預計接待觀眾人數為1.5萬人，票價分別為480、780及1,080澳門元；特設“澳門居民專享門票”，票價為50澳門元，“澳門居民專享門票”將採取先登記、後抽籤、再購買的形式公開發售。同日起文化局公佈“澳門戶外表演區”試營運期間舉辦的活動方案相關安排。
2025年1月10日，政府跨部門舉行「澳門戶外表演區試營運期徵集活動方案新聞發佈會」。文化局宣佈於3月中下旬舉行下一個音樂會，預計觀眾容納量約兩萬人；再下一個音樂會可在5月中下旬舉行，預計觀眾容納量待檢討3月音樂會後決定。當局將在同年1月內選出主辦單位，讓對方有充分時間籌備。
2025年4月18日，政府跨部門的大型演出活動協調小組舉行記者會，在早前公開徵集3月及5月的演出方案考慮到各項安全需要，經綜合評估3月份沒有合適項目可配合演出，6月將有一項由業界申請場地並舉行的演出活動，觀眾容納量為2萬人，有關演出節目的詳情將由主辦單位稍後正式公佈。文化局另將進一步推進落實7至10月多個條件較為成熟的項目，連同6月的演出活動已有4項演出申請了租借場服務，該局將與不同的單位進一步推進落實，預計第三季大型演出活動的觀眾人數將可逐步提升為每場2.5萬至3萬。
2025年6月15日，戶外表演區完成首場由本地演藝業界運作的商演，邀請國際知名電音歌手Alan Walker演出，共吸引約1萬1千名居民及旅客到場，試營運單位澳門文化局表示已收到多項下半年活動申請，將進一步落實項目規劃及舉辦協調工作。
2025年7月25日，澳門文化局接獲一租戶通知臨時取消9月上旬檔期的一場大型演出，而9月中下旬及10月下旬已有演藝業界租用表演區，預計將舉行人數約為三萬人的大型演出。同年7月29日，文化發展諮詢委員會舉行年內第四次平常全體會議，澳門文化局局長梁惠敏表示，原定9月上旬的一場演出因主辦方要求而取消，而當局在確認場租時有收取訂金，會按章程處理跟進場地「丟空」的問題，另確定9月下旬、10月下旬和12月已確認有三場演出申請，當局亦持續收到其他演出，正作相關評估。

## 地理及分區佈置
臨時“澳門戶外表演區”地段有關土地於2006年批出，一度多次傳出該土地用作興建吉蒂貓主題公園；對於過去多次傳出發展該主題公園，時任澳博董事的梁安琪於2014年表示確認興建該主題公園項目，但最後仍處於閒置狀態。
原主題公園的其中一個用地最終已用作興建澳門葡京人，澳門主題公園度假村股份有限公司董事何猷亨於2018年表示，澳門葡京人是作為一座酒店綜合體，不是主題公園，但會繼續與政府商討，未來希望有機會為澳門建主題公園，旁邊另一幅土地已向澳門特別行政區政府作出申請。
由於土地閒置多時，政府跨部門最終於2023年4月25日展開聯合清遷行動收回的一幅非法佔有土地，同時被列為澳門特區政府國有土地用途。
表演區場地地段面積約94,000平方米，舞台跨度可寬達100米；場地位於機場大馬路與網球路交界，北迎網球路、東北面為機場大馬路，可容納約五萬至八萬名觀眾。場内設置移動式功能房間，如洗手間、活動團隊辦公室及休息室等。表演區中心佈置為觀眾區，西面佈置為入場輪候區（安檢），北面佈置為舞台／後勤區，南面佈置為疏散緩衝區。場地預留充足的空間讓主辦單位依據演出的規模及設計，靈活設置不同形狀、功能及效果的舞台，觀眾區兩旁設有6座看台觀眾席，地面觀眾席配套可移動座椅，可因應每個演出舞台設計而調整，設置成站立區和座椅區。舞台後勤區設藝人休息室、舞台技術辦公室、舞台器材的臨時存放區等。

## 演出紀錄
| 舉辦日期       | 歌手 | 活動名稱                 | 場數 | 備註                                     | 相關資料                                                                         |
| -------------- | --- | ------------------------ | ---- | ---------------------------------------- | -------------------------------------------------------------------------------- |
| 2024年12月28日 | 司儀：黃冠亨、宋宛穎 演出歌手：張敬軒、張智霖、周柏豪、衛蘭、萬妮達、黃大煒、肥媽、恭碩良、布志綸、Supper Moment、胡定欣、陳展鵬、羅啟豪、周吉佩、鍾柔美、張馳豪、黃洛妍、林智樂、姚焯菲、《亞洲超星團》九名練習生（即LOONG 9-V）、LIGHTSUM | 澳門戶外表演區預熱音樂會 | 1    | 戶外表演區首場澳門特區政府官方試營運活動 | 門票分為三種正價票（480／780／1080）及澳門居民特惠票，持澳門居民特惠票需實名進場 |

| 舉辦日期          | 歌手       | 活動名稱                           | 場數 | 備註                                                                                              | 相關資料      |
| ----------------- | ---------- | ---------------------------------- | ---- | ------------------------------------------------------------------------------------------------- | ------------- |
| 2025年3月中下旬   | 活動已取消 | 活動已取消                         | 1    | 原預計接待觀眾人數上限為20,000人，但3月的音樂會活動未符合條件演出，部分申請未能配合時間或觀眾數量 | [ 64 ] [ 65 ] |
| 2025年6月15日     | 艾倫·沃克  | 《Alan Walker 2025 Live in Macau》 | 1    | - 首個商業演出 - 首個西洋歌手在此場地演出 - 接待觀眾人數上限為兩萬人 - 所有觀眾區域劃一為站位     | [ 66 ] [ 67 ] |
| 2025年9月7日至8日 |            | S2O潑水音樂節澳門站 （活動已取消） | 2    | 澳門文化局於7月25日接租戶通知臨時取消活動                                                         | [ 68 ]        |
| 2025年9月20日     | 韓國群星   | The Fact Music Awards              | 1    | - 接待觀眾人數為三萬 - 首個大型音樂頒獎典禮於此場地舉行                                           | [ 69 ]        |

## 場地管理與運作

### 澳門特區政府部門
場地申請到審批的過程上，必須經過澳門特區政府跨部門小組討論後規定，活動主辦方遞交申請時，須載明相關的設備設施、安全規範、人潮控制等各項細則資料，以提供給政府跨部門小組作出審批。屆時主辦方可通過政府的平台系統提交相關文件。
政府亦通過跨部門協調小組，負責協調大型演出的安全保障、人流控制、交通及周邊配套等，確保演出的安全有序；警務部門會審視主辦方提交的活動方案，並就人群安全及管控、安檢操作、人員進場散場動線、場地安全、外圍秩序管控及交通管控方案、突發事件應對、安保人員數目及佈局等提供意見及協助；針對活動規模龐大及對周邊產生較大影響的活動，在舉辦當日亦會設立跨部門現場聯合指揮中心，由相關部門代表進駐，跨部門共同應對緊急或突發情況，即時進行聯合指揮調度，確保活動順利進行。交通配套規劃方面，相關部門會因應活動的規模及性質擬訂各項臨時安排，並聯同主辦方加強宣傳有關公眾參與大型活動的出行方式。

### 營運機構
2024年8月，文化局回覆澳門立法會議員梁鴻細書面質詢時表示，計劃以招標方式由承攬公司提供營運及管理的相關服務，同時正在制訂有關租借的規劃等，相關詳情會適時公佈。
2024年12月，文化局宣佈該局負責為期一年的試營運。根據社會文化司司長批示，核准使用戶外表演區收費表，使用戶外表演區依據每日每場演出最高觀眾人數計算，若在三萬人以下，演出當日收費35萬元、排練或搭建日為17.5萬元；3萬人或以上，演出當日收費為50萬元、排練或搭建日為25萬元。

### 售票系統
售票系統方面，政府跨部門正推進架設統一電子平台系統，供主辦方提交項目方案資料，以便跨部門大型演出活動協調小組成員評估，以便協調小組成員審視並作出評估。同時正研究推出資助或誘因措施，降低活動主辦方成本，吸引更多表演落地澳門舉辦。

## 相關問題
雖然社會人士及演藝業界均認為“澳門戶外表演區”選址方面符合多項條件，包括安保及散場時的離場以至突發意外的疏散等。而且由於附近就是接連成片的大型豪華賭場酒店，也容易吸聚觀眾在澳住宿及在白天遊覽澳門其他景點。有澳門本地餐飲業界建議未來政府及主辦方在宣傳活動時，可增加推廣更多社區旅遊元素，推動整體經濟均衡發展。
華人文化演藝行政總裁洪迪、香港音樂經理人陳淑芬及澳門本地演藝業界代表等均表示，五萬人戶外場地能吸引海內外的明星、歌手、樂隊或組合來澳門演出，有助擦亮澳門國際大都市的“金名片”及對澳門發展成為「演藝之都」帶來正面影響，臨時場地在短時間內興建能滿足演唱會場地不足問題，以及在各方面的配套需要作出不同方面的完善；本地演藝業界直指已收到不同的海外藝人詢問戶外表演區啓用時間，能夠帶動澳門演唱會經濟並豐富其本身的“旅遊＋”元素。
由於選址方面位置較為偏遠，距離最近輕軌站的東亞運站步行路程約15分鐘，直至2024年11月只有六條日間巴士路線途經表演區周邊，當中四條路線可往返澳門半島。對於周邊交通配套及場地人流安排等問題在場地啟用前已引起澳門本地眾多社會人士關注，同時關注到酒店客房數量問題，因此部分社會人士包括旅遊或演藝業界等則建議澳門特別行政區政府有關部門應與橫琴粵澳深度合作區合作如增加酒店設施等，另建議增加停車區域、公共巴士或發財巴增設多條特別路線往返場地、加密澳門輕軌班次等，以分流散場觀眾前往澳門各區賭場酒店、民生區及各出入境口岸。

### 交通配套問題
雖然場地選址遠離民居，但附近的輕軌站或巴士站需要步行一段時間，引起網民關注到交通配套的問題，又形容交通事務局針對五萬人活動舉行的相關交通安排將會是“歷史難題”。因此各社會人士均認為在表演區進行活動期間，政府除了要為場地制訂更清晰的使用標準、指引及時間，更須做好各方面配套設施，同時因應活動性質及預計人數提前制訂好交通、人流入場與疏散預案，以及與活動舉辦方做好即時溝通及監督措施；在舉辦大型活動前，也應提前從不同渠道對外公佈，包括時間、對交通影響和人潮管制等，讓觀眾們、其他居民或遊客更好理解，並做好準備。
在交通安排建議方面，由於周邊巴士站分佈較稀疏加上途經巴士路線較少，加上距離鄰近的輕軌站步行距離約15分鐘，未能短時間內消化數萬人交通出行需要。多個離島社咨委委員均建議交通部門應與巴士公司或輕軌公司進行協調，增加當天的輕軌列車班次、區間列車和延長服務時間；另增設特別巴士路線，在基礎下可增設同時利用“點對點”路線或“點對區”班車的巴士路線、設置專門的散場巴士站點和車輛臨時停泊區、加密常規路線班次、並加派人手疏導人流、協調巴士與輕軌轉乘等，分流參加者及照顧居民出行的需求，減低對周邊交通影響，加強指示確保觀眾安全散場；以疏導人潮離開表演區前往其他核心區域或對最接近表演區的輕軌東亞運站進行分流；另建議在場地周邊預留旅遊巴、發財巴停泊空間，協調六家大型綜合度假休閒企業增設往返場地或周邊的發財巴路線，以減少私家車輛在表演區停車和交通擁擠問題，亦能增加與其他區份的聯動效應。
2024年8月，澳門立法會直選議員梁鴻細提出書面質詢，要求政府交代戶外表演區營運管理的批給方式，以及場地租金和商業收益的分配，並促請政府說明會否設立監察專員及執罰細則，有系統地管制人潮及監測。另質詢政府有否與巴士及的士業界做好前置規劃，並與橫琴相關部門協調，推出跨境直通巴士、直達客運服務等新型交通模式。文化局回覆指相關部門將根據大型活動的規模及性質，制訂包括交通在內的各項臨時安排，與活動主辦方合作，加強宣傳公眾參與大型活動的交通出行方式，以盡量減少對周邊交通的影響並提升觀賞體驗。
2024年8月7日至8日，澳門立法會舉行全體會議回應各議員口頭質詢，有社會文化司司長歐陽瑜於同年8月7日出席澳門立法會全體會議回應另一議員口頭質詢時表示，在選址方面已作出充分研究，亦考慮到交通安排問題，有關選址不靠近民居，交通亦不算繁忙，與度假村距離較近，方便觀眾觀看演出後步行返回酒店或餐飲地方，相信可解決大部分交通問題，屆時會安排臨時巴士接載觀眾到不同地方。相關部門會因應活動的規模及性質擬訂各項臨時安排，並聯同主辦方加強宣傳有關公眾參與大型活動的出行方式。至於未來會否在大型活動散場期間臨時停用輕軌東亞運站，運輸工務司司長羅立文回應另一議員口頭質詢時表示，關閉輕軌站不是輕軌公司決定，而是跨部門評估安全，在2024年1月輕軌運動場站關閉原因是與演唱會舉行場地接近，跨部門擔心出現人踩人；在未來的戶外表演區演出後疏散人潮會否“閂站”，羅司指雖然新場地與鄰近的輕軌站有一段距離，具體仍要跨部門評估後再決定。
2024年12月上旬，戶外表演區即將舉行首個試營運活動，多名離島社諮委關注交通配套及人流承載力，包括建議進行演練、場地壓力測試、增加遮陽擋雨設施及協調周邊博企提供免費停車場，方便居民前往參與活動；另有委員建議優化並加強輕軌及公共巴士服務，協調巴士公司和承辦單位加派特班車，以及加密輕軌列車班次等。
2024年12月28日晚上，戶外表演區舉行預熱音樂會，政府跨部門對散場安排作出嚴陣以待，在散場方面大致暢順，現場提供兩條免費接駁巴士前往關閘及中區；澳門輕軌取消原定的單向列車安排，改為從東亞運站、路氹東站入閘免費乘車，期間東亞運站一度實施人流管制，但有居住氹仔的觀眾不滿應增設免費接駁巴士前往氹仔市區。
2025年1月的離島社區服務諮詢委員會恆常會議上，多位委員在議程前發言均表示應完善表演區周邊交通配套，如增加往返澳門中區或氹仔中心區的免費公共巴士路線；設置清晰交通指引標識或加派人員在散場時進行指引；提升輕軌運載能力；協調周邊休企共同提供接駁巴士等；對於散場期間輕軌東亞運站出現人龍，反映出周邊巴士站及散場路線較少，不便其他區的市民返程，難以快速疏導人流；另有委員指澳門輕軌售票系統局限性多，由於大量旅客沒有澳門通或輕軌通，導致日後可能有大量旅客要在售票處排隊買單程票，大大減低輕軌分流作用，建議輕軌閘機或自助售票機引入多元支付方式，另有委員建議繼續沿用輕軌或巴士免費乘車以疏導散場人流。同年1月10日，政府舉行跨部門新聞發佈會公佈戶外表演區3月及5月試營運演出的徵集安排，交通事務局代表表示於2024年12月28日舉行的預熱音樂會活動於45分鐘完成疏散；其中巴士於30分鐘完成，共發出84班車疏運3,800人次，其中2,000人次前往關閘，1,800人次前往市中心；輕軌則疏運2,800人次，其中1,600人次在東亞運站上車，800人次在路氹東站上車，該局日後會要求承辦方提供免費穿梭巴士服務和促成公共交通散場安排。

### 選址公佈倉卒
2024年6月中旬，該場地選址正式公佈後，眾多社會人士關注場地落成時間、交通、飲食以及救援設施等相關配套，以及詳細規劃及項目預算。其中澳門社會綜合研究學會認為以鄰近地區興建大型場館為例，耗時長且費用不菲，形容興建一個場地不是那麼簡單，擔憂時間不足，另反問政府是否真的需要那麼倉促；又認為興建表演區場地應先有周詳的計劃，包括基建工作，需要開標尋找公司幫忙，也需要技術工人和建設材料，同時解決場地安全等相關問題。
澳門大學工商管理學院綜合度假村及旅遊管理學教授馮家超出席一個論壇活動上指出，“運動+旅遊”是大勢所趨，未來可透過建設大型戶外演出場地，吸引全球投資者，為本地中小企業帶來更多商機。
2024年7月，有團體建議表演區場內商業設施可讓澳門本地中小企參與以提振澳門本地經濟；眾多社會人士或團體均認為，嶺需要提前做好往來場地的交通配套規劃。另外，由於政府提出搭建舞台等表演設施需由各活動主辦方負責，相關業界冀有關當局能夠儘快公布更多詳細情況，以便業界做好準備，由於表演區場地規模太大，因此搭建舞台等設施存在一定的難度，故前期規劃被認為是相當重要。
2024年8月，離島社諮委舉行恆常會議，兩名委員何仲傳、梁俊傑冀政府及早規劃相關配套和設施，提升旅客體驗，帶動經濟效益。其中委員何仲傳關注到表演區規劃興建安排過於倉卒，並關注場地的交通配套、設施配套、場地管理及營運單位批給等問題。又提到香港過往曾發生大型演唱會事故，希望政府檢視法律法規和安全鑑定，規範日益複雜的舞台技術。另一委員梁俊傑則建議做好交通配套，減輕交通疏散的壓力，另設臨時市集以帶動本地社會和經濟效益。

### 直接判給被批評再開壞先例
澳門立法會直選議員李良汪認為，戶外表演場地相關規劃有其實際需要，但政府資訊發放不及時，向社會解說政策及溝通渠道不足，漠視公眾知情權，並批評同類事件非首次發生，如黑沙水庫郊野公園觀音像興建計劃惹起社會重大爭議，最終當局承認「存在社會敏感度不足，訊息發放不及時的問題」，並決定停止興建計劃，可見政府部門之間各自為政並欠缺有效的檢討機制。他促請當局全面檢討本澳大型項目的資訊發布、意見收集及公帑使用等問題，避免問題一而再重複發生，並交代說明未來場地設施使用細則、收費標準、周邊道路規劃及公共交通配套等。
對於臨時用作「澳門戶外表演區」的選址用地在不足一個月內完成判給和邀請標，澳門立法會直選議員林宇滔直指反映政府使用土地的公開透明度不足，項目20日已開標，顯示政府內部早已有規劃和定案，只是一直沒公布，政府有使用土地的權利，但與公眾溝通差，而且早有“前科”，如2016年多個住宅項目及變電站、2021年的東北大馬路長者公寓興建工程和多座新建的政府辦公大樓興建工程等。事實上在2024年1月韓團演唱會事件後，坊間早有傳言選址在上葡京側空地，反映「當時政府已行緊所有程序但唔公布。」令人覺得政府是「先斬後奏」，他並質疑，一般項目「緊急」、技術困難方會採用邀請標，且相關造價亦超過澳門元1,500萬元，按「採購法」是需要公開招標，當局做法很有問題，很多工程和服務採購趨向不公開透明，難免令人質疑私相授授。同時未有公布該戶外表演區未來管理和申請使用、收費等，促請政府盡快向社會交代說明。

### 場地申請渠道不透明和成效不顯著
2024年11月19日，行政長官賀一誠進行施政總結後回應傳媒提問時突然透露五萬人戶外表演場地將於2024年12月28日舉行首場試營運演出，被質疑對其他主辦機構不公平，並欠缺公平競爭。在申請平台上一般人看不到檔期，沒有租金價目表，申請門檻也欠奉，社會都是連串問號。在行政程序上，該區域暫由公共建設局管理並未轉付予文化局。
2025年2月下旬，澳門立法會全體會議上有議員關注到為何戶外表演區會由政府文化部門營運一年，澳門特別行政區第六屆政府社會文化司司長柯嵐回應時表示，當局有責任先做好壓力測試，在對場地的容載能力「心裏要很有數」後，表演區將交由專業營運公司管理。政府對營運公司設有嚴格標準，包括營運經驗、安全管理能力、大型人潮疏散能力及場地管理專業認證資格等，同時要求營運公司具備與政府溝通和跨部門協調能力。
2025年4月4日《訊報》社評指，戶外表演區自2024年12月28日舉行首場試營運演出後，3月的演出取消，5月的演出變成第二個試營運演出。在2025年1月當時文化局表示會在該月選出演出單位，申請方面近乎30份，但由於未有申請符合時間及觀眾數目等條件，最後政府當局是否擔心應付不來，以安全為上策，故拒絕了那30份申請。社會文化司司長柯嵐表示表演區能容納5萬人或以上，但場外可能聚集5萬人，疏散時可能面臨10萬人的壓力，因此需要測試場地人流承載的最高峰值，而拒絕有關申請的原因被指資訊不對稱狀況。多名離島區社區服務諮詢委員會委員於2025年5月的恆常會議發言前直言表演區試營運進度明顯滯後，原定3月和5月的活動均未能落實，僅確定6月將有一場，相較香港啟德體育園每月爆滿盛況，澳門演唱會經濟發展明顯落後，另建議恆常化招募場地演出，把徵集節目的日程提前，增加演出頻率，同時多加宣傳，吸引業界及表演者使用，令場地發揮最大效益。
2025年7月29日，文化發展諮詢委員會召開該年度第四次全體會議，有媒體關注戶外表演區使用及試營運期間情況。局長梁惠敏表示，6月的對首個商演成效低於預期的判斷是言之過早，局方另將適時公佈具體營運方案和試營運期結束時間，但日後的招標會以公開方式展開。至於7月和8月整體申請不活躍是由於酷熱和風雨天氣較多，當局正優化場地包括完善出入口標識、疏散指示等，以提升入場及疏散效率。

## 鄰近主要建築
- 澳門上葡京綜合渡假村
- 澳門葡京人
- 路氹國際體育綜合體
- 建築廢料堆填區
- 路環發電A廠

## 交通配套

### 公共巴士
T348 路環發電廠（Central Térmica de Coloane）
路線：51、59、MT4
T349 路環電廠圓形地（R. da Central Térmica de Coloane）
路線：35
T434 機場大馬路／上葡京（Av. do Aeroporto / Palácio Grande Lisboa）
路線：35、50B、51、59、701X、MT4
T435 溜冰路／葡京人（Rua da Patinagem / Lisboeta）
路線：35、51、59、MT4、N5
T436 溜冰路／東亞運體育館（Rua da Patinagem / N. D. dos J. da Ásia Oriental）
路線：35、51、59、MT4、N5

### 免費專車
| 路線           | 路線 | 路線       | 服務時間                   | 參考資料 |
| -------------- | ---- | ---------- | -------------------------- | -------- |
| 澳門戶外表演區 | →    | 關閘       | 於演唱會結束後散場提供服務 | [ 114 ]  |
| 澳門戶外表演區 | →    | 亞馬喇前地 | 於演唱會結束後散場提供服務 | [ 114 ]  |

### 輕軌
- █  氹仔線東亞運站（步行約8分鐘）

## 外部連結
- 文化局-澳門戶外表演區專題網頁 （页面存档备份，存于）
- 公共建設局-澳門戶外表演區建造工程 （页面存档备份，存于）